# 村越茶美雄
村越 茶美雄（むらこし さみお、1951年12月22日 - ）は、静岡県出身のプロ野球審判員。審判員袖番号は27（1977年初採用から2003年キャンプイン前の解雇まで。※27は2003年新採用の深見大陸が引継ぐがわずか1年で退局したため2004年以降空番）。
1980年代中頃よりインサイドプロテクターを使用していた。通称は「サミー」。

## 来歴・人物
東京都の中野実践商業高校（現在の実践学園高等学校。高校時代は女優・もたいまさこの一年先輩）を卒業後、中村屋勤務を経て、1976年にパ・リーグ審判員となった（同期には元審判部長の永見武司がいる）。
若い頃から一軍出場を果たし、小柄ながら看板審判員の一人であったが、1997年、西武の渡辺久信の投球を「ボール」と判定した際、イニングの合間に西武の東尾修監督に対して「ストライクと言うべきところをボールと言ってしまった」と、審判員としてはあるまじき発言をしてしまう。この事件により二軍降格を言い渡され、その後も一軍出場機会が明らかに減少した。晩年には一軍出場がほとんどない年が続き、2002年のイースタンリーグ最終戦での球審を最後に、2003年1月7日に「技術不足」により解雇された。
ちなみに村越はパシフィック・リーグ東京審判部所属では審判員袖番号採用初年度在籍の審判の中で一番長く勤めた審判で、彼の退局により東京審判部出身の初年度審判はすべていなくなった。
一軍通算2143試合に出場、オールスター3回（1983年、1989年、1994年。内、1989年第2戦で球審）、日本シリーズ1回出場（1993年の日本シリーズ第3戦で球審）。また、10.19と言われるダブルヘッダーの第1試合で三塁塁審をしていた。
　そのほかの主なエピソードとしては1984年4月3日西武球場で行われた西武対ロッテの試合で右翼外野審判を務めていたが、ロッテ落合博満の打球がフェンスに当たった後村越の顔面に直撃し担架で運ばれて退場した。
　また1990年6月6日東京ドームで行われた日本ハム対近鉄戦で近鉄ラルフ・ブライアントの打球がドームの天井スピーカーを直撃し史上初の認定ホームランとなった試合で球審を担当していた。
西武球場でのジャッジが多く、また、やくみつる（はた山ハッチ）の4コマ漫画では西武贔屓の「チャーミー村越」としてネタにされることもあった。
2007年より、プロ野球マスターズリーグで審判員を務めている。定年年齢以前に引退した審判でマスターズリーグ審判員をつとめた最初の人物となる。

## 審判出場記録
- 初出場：1976年6月16日、ロッテ対阪急前期10回戦（川崎）、右翼外審
- 出場試合数：2143試合
- オールスター出場：3回
- 日本シリーズ出場：1回

（記録は2002年シーズン終了時）